# Список нідерландських художників
Алфавітний список нідерландських художників.

## А
- Барент Аверкамп (1612-1679), майстер зимових пейзажів
- Гендрик Аверкамп (1585-1634), пейзажист
- Герман ван Алдеверелд (1628-1669), портретист, майстер алегорій, побутовий жанр, гравер
- Віллем ван Алст (1627-1683), майстер натюрмортів
- Еверт ван Алст (1602-1657), майстер натюрмортів
- Філіпс Ангел старший (1616- бл. 1683), майстер натюрмортів
- Хендрік ван Антоніссен (1605-1656), пейзажист, марини
- Арт Антоніссон (бл. 1579-1580), марини
- Пітер ван Анрадт[ru] (1635-1678), портретист, іноді створював натюрморти
- Рійкарт Артс (1482-1577), релігійний живопис
- Пітер Артсен (1508-1575), релігійний живопис, побутовий жанр, натюрморти з людськими фігурами, іноді портрети
- Балтазар ван дер Аст (1593-1657)
- Август Аллебе[pl] (1838-1927)

## Б
- Дірк ван Бабюрен (1595-1624), караваджизм
- Якобс Адріанс Бакер (1608-1651), портретист, історичний жанр, біблійні теми
- Людолф Бакхейзен (1630-1708), марини
- Ян де Бан (1633-1702), парадний портрет, іноді побутовий жанр
- Бартоломеус ван Бассен (1590-1652), ведута, інтер'єр
- Ян Абрахамс Беерстратен (1622-1666), марини, краєвиди міст, архітектурні капріччі, батальний жанр
- Корнеліс Белт (1640-1702) пейзажі, марини, інтер'єр
- Герріт ван Баттем (1636-1684), переважно пейзажист, побутовий жанр
- Йоханнес ван дер Бек або Йоханнес Торрентіус (1589-1644), малювальник, атеїст, майстер натюрмортів
- Абрагам ван Беєрен (1620-1690), майстер натюрмортів
- Девід Бек (1621-1656), портретист
- Абрагам Блумарт (1566-1651), міфологічний жанр, релігійний живопис, побутовий жанр, біблійні теми, побутовий жанр
- Коренліс Бішоп (1650-1674), алегорії, побутовий жанр, іноді натюрморти і портрети

## Ґ
- Арт де Ґелдер (1645-1727)
- Ян Ґоссарт (бл. 1478-1532)

## Д
- Корнеліс ван Далем (1530-1573), переважно пейзажі та повчальні сюжети
- Якоб Віллемс Делф (1560-1601), переважно портретист

## Е
- Пол Тейтар ван Ельфе (1823–1896)

## І
- Йозеф Ісраелс

## К
- Адріан ван дер Кабел (1630/31-1705), автор пейзажів, марин
- Віллем Калф (1619-1693), побутовий жанр, переважно майстер натюрмортів
- Ян ван Кессель (1641-1680), пейзажист
- Катаріна ван Кнібберген (1634 – 1665), майстриня пейзажів
- Ніколпс Кнюпфер (бл. 1609-1655), міфологічні сцени, побутовий жанр, історичний жанр
- Саломон Конінк (1609-1656), портретист, майстер релігійного живопису
- Філіп де Конінк (1619-1688), портретист, пейзажист
- Корнеліс Круземан (1795-1875), портретист, пейзажист
- Корнеліс Крюйс (1619/20-1660), майстер натюрмортів
- Ян Куленбір (бл. 1610/1610-1677), переважно пейзажист

## Л
- Пітер Ластман

## М
- Мабюз або Ян Госсарт Мабюз (1478-1532), релігійний живопис, портрети
- Лука Лейденський або Лукас ван Лейден (1493-1533), релігійний живопис, портрети, гравюри
- Артген ван Лейден або Артген Клас ван Лейден (1498-1564), релігійний живопис

- Ян ван дер Меєр (1630-1696)
- Мехтелт ван Ліхтенберг (бл. 1520-1598), жінка художниця, релігійний живопис
- Корнель де Ліон (бл. 1500-1575), портретист, працював у Франції

- Луї Меєр (1809-1866)

## Р
- Ян Альбертс Роцій[en] (1624-1666)

## С
- Адріан ван Сталбемт (1580-1662), пейзажист
- Ламберт Сустріс (бл. 1515-1591), маньєрист у Венеції, релігійний живопис, міфологічний жанр, портретист

## Ф
- Барент Фабріціус